# Matej Poliak
Matej Poliak (ur. 19 stycznia 1993) – słowacki judoka, brązowy medalista Mistrzostw Europy 2017, trzykrotny mistrz Słowacji.

## Osiągnięcia
- Mistrzostwa Europy
  - 2017 – 3. miejsce
- Mistrzostwa Słowacji
  - 2014 – 1. miejsce
  - 2013 – 1. miejsce
  - 2012 – 3. miejsce
  - 2010 – 1. miejsce
  - 2009 – 3. miejsce
- Mistrzostwa Słowacji juniorów
  - 2012 – 1. miejsce
  - 2011 – 1. miejsce
  - 2010 – 1. miejsce
  - 2009 – 2. miejsce
  - 2008 – 3. miejsce
- Mistrzostwa Słowacji kadetów
  - 2009 – 1. miejsce
  - 2008 – 3. miejsce
  - 2007 – 2. miejsce